# Ichiko
Ichiko (イチコ nacida el 16 de febrero de 1970?) es una cantautora japonesa, reconocida por haber interpretado temas musicales para series del tipo anime.

## Discografía

### Singles
1. Koi no Mahou (Lanzada el 19 de noviembre de 2003)
  1. Koi no Mahou (Tema de apertura para el anime Maburaho)
  2. We'd get there someday (Tema de cierre para el anime Maburaho)
2. First Kiss (Lanzada el 26 de julio de 2006)
  1. First Kiss (Tema de apertura para la primera temporada del anime Zero no Tsukaima)
  2. Treasure (Tema de apertura para el videojuego de Playsatation 2: Zero no Tsukaima ~Koakuma to Harukaze no Concerto~)
3. RISE (Lanzada el 21 de marzo de 2007)
  1. RISE (Tema de apertura para el anime Rocket Girls)
  2. Waratte! (Tema de cirre sólo en el episodio 12 para el anime Rocket Girls)
  3. Chikai (insert theme para el anime Rocket Girls)
4. Chiisana Bokura no Ōki na HEART (Lanzada el 20 de junio de 2007)
  1. Chiisana Bokura no Ōki na HEART (Tema de apertura para el anime Kodai Ōja Kyōryū Kingu Dī Kizzu Adobenchā: Yokuryū Densetsu)
  2. 1 2 3 4 Go Go GOoooo!!! ~Kyouryuu Kazoeuta~ (image song para el anime Kodai Ōja Kyōryū Kingu Dī Kizzu Adobenchā: Yokuryū Densetsu)
5. I SAY YES (Lanzada el 25 de julio de 2007 2007)
  1. I SAY YES (Tema de apertura para la segunda temporada del anime Zero no Tsukaima)
  2. LOVE Imajinēshon (Tema de apertura del videojuego de Playstation 2: Zero no Tsukaima ~Muma ga Tsumugu Yokaze no Gensoukyoku~)
6. YOU'RE THE ONE (Lanzada el 23 de julio de 2008)
  1. YOU'RE THE ONE (Tema de apertura de la tercera temporada para el anime Zero no Tsukaima)
  2. Sweet Angel (Tema de apertura para el videojuego de Playstation 2: Zero no Tsukaima ~Maigo no Period to Ikusen no Symphony~)
7. I'll be there for you (lanzada el 1 de febrero de 2012)
  1. I'll be there for you ( tema de apertura de la cuarta temporada para el anime  Zero no Tsukaima)